# Quintanaortuño
Quintanaortuño település Spanyolországban, Burgos tartományban. Quintanaortuño Merindad de Río Ubierna községgel határos. Lakosainak száma 284 fő (2024).

## Népesség
A település népessége az utóbbi években az alábbiak szerint változott:
| Lakosok száma | 144  | 163  | 215  | 233  | 264  | 277  | 279  | 263  | 274  | 284  |
|               | 2001 | 2004 | 2006 | 2009 | 2011 | 2014 | 2016 | 2019 | 2021 | 2024 |